# Zdanów (wieś w województwie świętokrzyskim)
Zdanów – wieś w Polsce położona w województwie świętokrzyskim, w powiecie sandomierskim, w gminie Obrazów.
Zdanów był wsią klasztoru cystersów koprzywnickich w województwie sandomierskim w ostatniej ćwierci XVI wieku.

## Historia
Jest to jedna z najstarszych wsi ziemi sandomierskiej wymieniana w dokumentach źródłowych z XII wieku. W 1185 roku należała do dóbr Mikołaja Bogorii Skotnickiego, który przeznaczył ją na uposażenie Opactwa Cystersów w Koprzywnicy.
W XIII wieku wieś jako „Stanow” wymienił legat papieski biskup firmański Filip. W łacińskim dokumencie z lipca 1279 r. wystawionym w Budzie na Węgrzech, który potwierdza opatowi klasztoru Cystersów w Koprzywnicy prawo do pobierania dziesięciny z szeregu polskich wsi w tym między innymi ze Zdanowa.
W roku 1346 król Kazimierz uwalnia Zdanów i inne wsi klasztoru od robocizn i ciężarów królewskich. (Kodeks Małopolski, t.III, s. 62).
Według opisu Długosza w połowie XV wieku Zdanów był wsią w parafii Goźlice, stanowiąc własność klasztoru koprzywnickiego. Wieś miała łany kmiece, z których dziesięcinę oddawano klasztorowi. Był też folwark, 3 karczmy z rolą oraz zagrodnik i młyn (Długosz L.B. t. III, strony 93, 376, 377, 383, 396).
.
Według spisu miast, wsi, osad Królestwa Polskiego z roku 1827 (a więc już po supresji zakonu) była to wieś duchowna posiadająca 25 budynków zamieszkałych przez 135 mieszkańców. Następnie często zmieniał właścicieli: był sprzedawany, dziedziczony, dzierżawiony. Przez pewien czas należał do rodziny Roplewskich.
W okresie międzywojennym dwór zdanowski przeistoczył się w rolniczy zakład doświadczalny, który na około stu hektarach prowadził prace badawcze, mające na celu podniesienie poziomu sandomierskich upraw /od 1927 do 1970 r. filia Instytutu Upraw, Nawożenia i Gleboznawstwa w Puławach. po 1970 r. Stacja Nasienno-Szkółkarska!. Działalność tej placówki musiała dać dobre rezultatu – miejscowi do dziś wspominają ją pozytywnie.
Na uwagę zasługuje 6–hektarowy park krajobrazowy z zachowanym układem i zespół dworski. Wieś zajmuje prawie 150 ha, natomiast użytki rolne stanowią 369 ha.
W latach 1975–1998 miejscowość należała administracyjnie do województwa tarnobrzeskiego.